# Ribeira Grande (Concelho)
Ribeira Grande ist ein Distrikt (concelho) auf der Insel Santo Antão im Nordwesten der Kapverdischen Inseln.
Ribeira Grande liegt nördlich von Porto Novo und nordwestlich von Paul.
Der Hauptort des Distrikts ist Ribeira Grande, der Hauptort der Insel.

## Gemeinden
- Nossa Senhora do Rosário
- Nossa Senhora do Livramento
- Santo Crucifixo
- São Pedro Apóstolo

## Orte
- Eito
- Eito de Baixo
- Ponta do Sol
- Ribeira Grande – In Ribeira Grande gibt es eine Grundschule, eine Realschule, ein Gymnasium, eine Kirche und einen Hauptplatz.
- Sinagoga

## Einwohner
| Jahr | Einwohner | Bevölkerungsdichte |
| ---- | --------- | ------------------ |
| 1990 | 2.550     | -                  |
| 2005 | 2.822     | -                  |